# Melchior (stop metali)

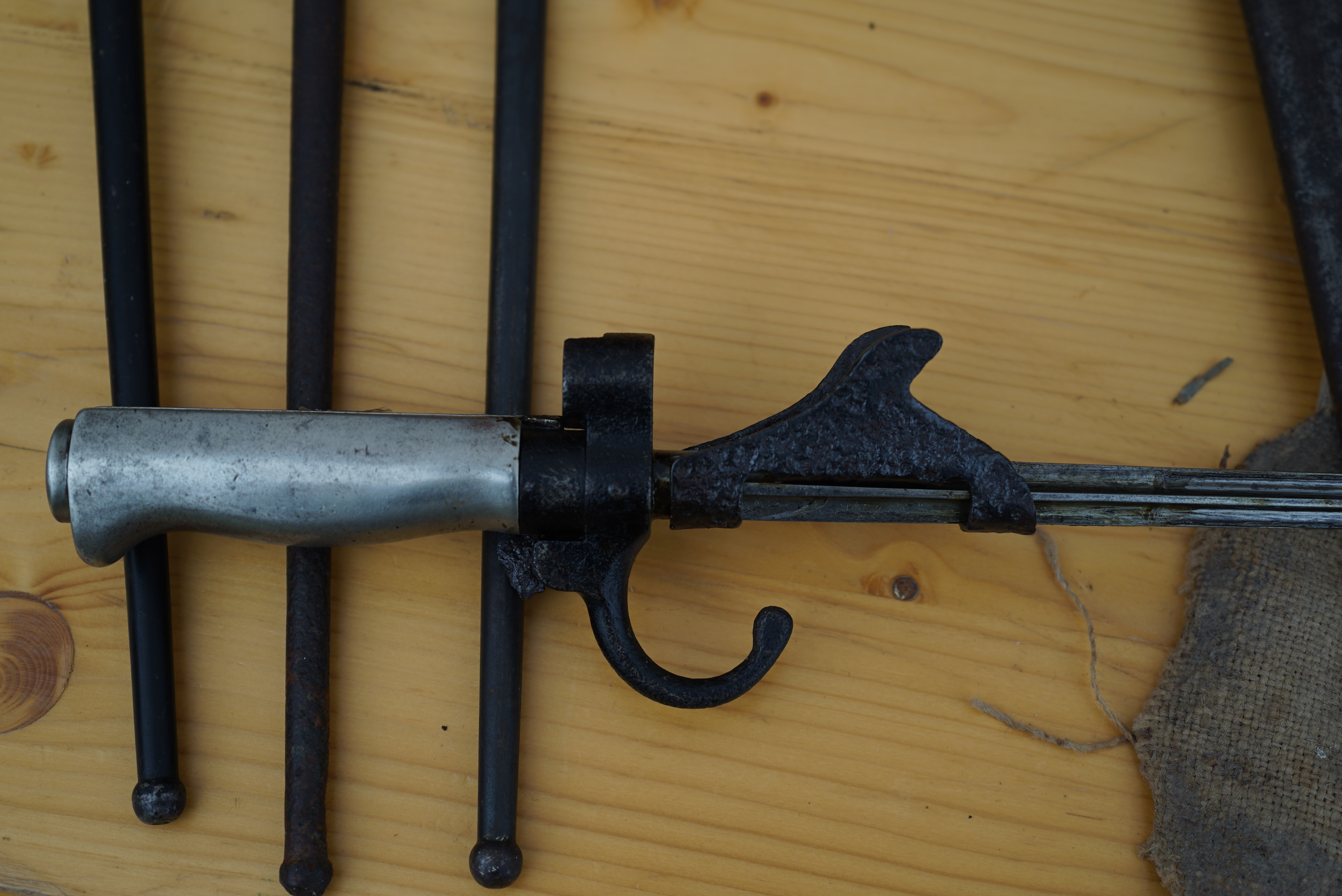
Rękojeść francuskiego bagnetu Mle 1886 wykonana z melchioru

Melchior – stop miedzi z niklem, cynkiem i żelazem, charakteryzujący się odpornością na korozję. Jego polska nazwa pochodzi od nazwy francuskiej maillechort, utworzonej od nazwisk XIX-wiecznych wynalazców stopu – Maillota i Choriera.
Wyróżniane są m.in. stopy:
- niemiecki:  65,4% Cu, 16,8% Ni,  13,4%Zn, 3,4% Fe
- paryski:  66,24% Cu, 16,42% Ni, 13,42%Zn, 3,2% Fe
- wiedeński 66,6% Cu, 19,3% Ni, 13,6%Zn, 0,48% Fe

Melchior jest zaliczany do mosiądzów wysokoniklowych, nazywanych również, ze względu na swoją barwę, nowym srebrem. Jako materiał odporny na korozję i nadający się do obróbki plastycznej jest stosowany do platerowania żelaza. Jest także używany do wytwarzania płaszczy pocisków.